# Liste der Baudenkmäler in Reut
Auf dieser Seite sind die Baudenkmäler in der niederbayerischen Gemeinde Reut zusammengestellt. Diese Tabelle ist eine Teilliste der Liste der Baudenkmäler in Bayern. Grundlage ist die Bayerische Denkmalliste, die auf Basis des Bayerischen Denkmalschutzgesetzes vom 1. Oktober 1973 erstmals erstellt wurde und seither durch das Bayerische Landesamt für Denkmalpflege geführt wird. Die folgenden Angaben ersetzen nicht die rechtsverbindliche Auskunft der Denkmalschutzbehörde.

## Baudenkmäler nach Ortsteilen

### Reut
| Lage                          | Objekt                              | Beschreibung | Akten-Nr.    | Bild           |
| ----------------------------- | ----------------------------------- | --- | ------------ | -------------- |
| Simbacher Straße 1 (Standort) | Katholische Pfarrkirche St. Stephan | unverputzter einschiffiger Backsteinbau mit kaum eingezogenem Chor und Turm an der Südseite, spätes 15. Jahrhundert, 1895 nach Westen verlängert und mit neuer Sakristei versehen; mit Ausstattung. | D-2-77-140-1 | weitere Bilder |
| Simbacher Straße 2 (Standort) | Zugehörig großer Stallstadel        | mit hofseitigem Schrot und Ständerbohlenwand, um 1840/50. | D-2-77-140-3 | BW             |

### Altfalterer
| Lage                     | Objekt                            | Beschreibung | Akten-Nr.    | Bild |
| ------------------------ | --------------------------------- | --- | ------------ | ---- |
| Altfalterer 1 (Standort) | Wohnstallhaus eines Vierseithofes | mit verschaltem Blockbau-Obergeschoss, im Kern Ende 18. Jahrhundert, Dach nachträglich in Firstrichtung gedreht; langer Backsteinstadel, Obergeschoss mit Ständerbohlenkonstruktion, erstes Drittel 19. Jahrhundert | D-2-77-140-4 | BW   |

### Au
| Lage                   | Objekt                              | Beschreibung | Akten-Nr.    | Bild |
| ---------------------- | ----------------------------------- | --- | ------------ | ---- |
| Au 17, 17 a (Standort) | Bauernhaus des Vierseithofes Brazöd | zweigeschossiger Blockbau, Erdgeschoss teilweise ausgemauert, mit Traufschrot, um 1800, Dach nachträglich in Firstrichtung gedreht; Ostflügel, Stadel mit Gitterbundwerk, hofseitigem Schrot und flach geneigtem Satteldach, mit profilierten Bügen und Bemalung, bezeichnet 1855 | D-2-77-140-6 | BW   |

### Edermanning
| Lage                     | Objekt                                | Beschreibung | Akten-Nr.    | Bild |
| ------------------------ | ------------------------------------- | --- | ------------ | ---- |
| Edermanning 3 (Standort) | Katholische Filialkirche St. Kastulus | einschiffiges Langhaus mit leicht eingezogenem Chor und nordseitigem Turm, erbaut im 15. Jahrhundert, um 1730/40 barockisiert; mit Ausstattung. | D-2-77-140-9 | BW   |

### Egging
| Lage                | Objekt                                 | Beschreibung                                                                                                | Akten-Nr.     | Bild |
| ------------------- | -------------------------------------- | --- | ------------- | ---- |
| Egging 2 (Standort) | Zugehörig lang gestreckter Stallstadel | Obergeschoss mit Ständerbohlen-Bundwerk, 1. Viertel 19. Jahrhundert                                         | D-2-77-140-11 | BW   |
| Egging 3 (Standort) | Kleinbauernhaus                        | ehemaliges Wohnstallhaus mit zweigeschossigem Blockbau und flach geneigtem Satteldach, Ende 18. Jahrhundert | D-2-77-140-10 | BW   |

### Feichten
| Lage                  | Objekt                                | Beschreibung                                             | Akten-Nr.     | Bild |
| --------------------- | ------------------------------------- | -------------------------------------------------------- | ------------- | ---- |
| Feichten 1 (Standort) | Südflügel des Vierseithofes Feichtner | verbretterter Stadel, um 1847, mit Traidkasten von 1839. | D-2-77-140-32 | BW   |

### Gensleiten
| Lage                    | Objekt   | Beschreibung | Akten-Nr.     | Bild |
| ----------------------- | -------- | --- | ------------- | ---- |
| Gensleiten 2 (Standort) | Hakenhof | Mitterstallbau, Mitte 19. Jahrhundert, zweigeschossiger Blockbau des Wohnteils bereits älter, um 1800; quer stehend Remise, Mitte 19. Jahrhundert | D-2-77-140-44 | BW   |

### Hafenöd
| Lage                          | Objekt     | Beschreibung                                                                      | Akten-Nr.     | Bild |
| ----------------------------- | ---------- | --------------------------------------------------------------------------------- | ------------- | ---- |
| Hafenöd (Standort)            | Wegkapelle | kleiner Putzbau mit Satteldach, erbaut 1876; am Weg von Edermanning nach Hafenöd. | D-2-77-140-45 | BW   |
| Hafenöd; Hafenöd 1 (Standort) | Kapelle    | Backsteinbau, bezeichnet 1880, profaniert.                                        | D-2-77-140-14 | BW   |

### Hennersberg
| Lage                       | Objekt    | Beschreibung                                                                                                  | Akten-Nr.     | Bild |
| -------------------------- | --------- | --- | ------------- | ---- |
| Nopplinger Feld (Standort) | Bildstock | gemauert, mit vergitterter Nische, 1. Hälfte 19. Jahrhundert; östlich des Ortes an der Straße nach Obermühle. | D-2-77-140-15 | BW   |

### Hub
| Lage             | Objekt             | Beschreibung | Akten-Nr.     | Bild |
| ---------------- | ------------------ | --- | ------------- | ---- |
| Hub (Standort)   | Kapelle            | kleiner Holzbau mit geschwungenem Walmdach, bezeichnet 1844; mit Ausstattung. | D-2-77-140-19 | BW   |
| Hub 2 (Standort) | Stadel (Ostflügel) | verbretterter Ständerbau, teilweise Ständerbohlenbau, Anfang 19. Jahrhundert, Erweiterung um 1920; Remise (Südflügel), Obergeschoss Ständerbohlen-Bundwerk und Traidkasten in Blockbau, wohl Anfang 19. Jahrhundert; Stallgebäude (Nordflügel), zweigeschossiger Ziegelbau mit Satteldach, bezeichnet 1858. | D-2-77-140-18 | BW   |

### Leiten
| Lage                | Objekt                        | Beschreibung | Akten-Nr.     | Bild |
| ------------------- | ----------------------------- | --- | ------------- | ---- |
| Leiten 1 (Standort) | Zugehörig Remise (Nordflügel) | mit Ständerbohlen-Bundwerk, 1. Hälfte 19. Jahrhundert; Stallstadel (Südflügel), geziegelt, Obergeschoss mit Bundwerk, bezeichnet 1857. | D-2-77-140-20 | BW   |

### Maier am Hof
| Lage                      | Objekt     | Beschreibung | Akten-Nr.     | Bild |
| ------------------------- | ---------- | --- | ------------- | ---- |
| Maier am Hof 1 (Standort) | Wegkapelle | Putzbau mit halbrundem Schluss, 1. Hälfte 19. Jahrhundert, tiefgreifend renoviert 1987; mit Ausstattung; westlich des Hofes. | D-2-77-140-21 | BW   |

### Mittertaubenbach
| Lage                          | Objekt                | Beschreibung                                     | Akten-Nr.     | Bild |
| ----------------------------- | --------------------- | ------------------------------------------------ | ------------- | ---- |
| Mittertaubenbach 8 (Standort) | Zugehörig Stallstadel | Obergeschoss mit Bundwerk, Mitte 19. Jahrhundert | D-2-77-140-22 | BW   |

### Mundsberg
| Lage                   | Objekt                         | Beschreibung | Akten-Nr.     | Bild |
| ---------------------- | ------------------------------ | --- | ------------- | ---- |
| Mundsberg 2 (Standort) | Bauernhaus eines Vierseithofes | mit Blockbau-Obergeschoss und flach geneigtem, wohl nachträglich in der Firstrichtung gedrehtem Satteldach, 1. Viertel 19. Jahrhundert | D-2-77-140-24 | BW   |

### Noppling
| Lage                    | Objekt                                           | Beschreibung | Akten-Nr.     | Bild |
| ----------------------- | ------------------------------------------------ | --- | ------------- | ---- |
| Dorfstraße 1 (Standort) | Katholische Filialkirche St. Johannes der Täufer | einschiffiger spätgotischer Backsteinbau des späten 15. Jahrhunderts, Turmunterbau um 1300, Sakristeianbau von 1895, 1908 Kirche nach Westen verlängert; mit Ausstattung. | D-2-77-140-25 | BW   |

### Obermühle
| Lage                        | Objekt                        | Beschreibung | Akten-Nr.     | Bild |
| --------------------------- | ----------------------------- | --- | ------------- | ---- |
| Obermühle 3 (Standort)      | Stadel                        | zweitennig mit geziegelten Giebelwänden und verbretterten Traufseiten, um 1920; Stall, zweigeschossiger Ziegelbau, gleichzeitig; Ostflügel mit Wagenhütte und Pferdestall, zweigeschossiger Ziegelbau, gleichzeitig. | D-2-77-140-26 | BW   |
| Weißenhofer Feld (Standort) | Wegkapelle (Heiligenhäuschen) | kleiner Holzbau, Mitte 19. Jahrhundert | D-2-77-140-27 | BW   |

### Ölbrunn
| Lage                 | Objekt                                             | Beschreibung                                                                             | Akten-Nr.    | Bild |
| -------------------- | -------------------------------------------------- | ---------------------------------------------------------------------------------------- | ------------ | ---- |
| Ölbrunn 4 (Standort) | Zugehörig Ostflügel eines ehemaligen Vierseithofes | mit Remise und kleinem Stall, im Obergeschoss Gitterbundwerk, 1. Drittel 19. Jahrhundert | D-2-77-140-7 | BW   |

### Pfarrhof bei Reut
| Lage                        | Objekt                           | Beschreibung | Akten-Nr.     | Bild |
| --------------------------- | -------------------------------- | --- | ------------- | ---- |
| Pfarrhofstraße 5 (Standort) | Stadel des ehemaligen Pfarrhofes | zweigeschossiger Massivbau mit Schopfwalmdach, 1. Drittel 19. Jahrhundert; lang gestreckte Remise mit Bogenstellung im Erdgeschoss, gleichzeitig. | D-2-77-140-28 | BW   |

### Prinz
| Lage               | Objekt                     | Beschreibung | Akten-Nr.     | Bild |
| ------------------ | -------------------------- | --- | ------------- | ---- |
| Prinz 1 (Standort) | Stadel eines Vierseithofes | Backsteinbau mit Treppengiebeln, 2. Hälfte 19. Jahrhundert; Stallstadel, zweigeschossiger Backsteinbau mit Zinnengiebeln, gleichzeitig. | D-2-77-140-29 | BW   |

### Randling
| Lage                  | Objekt                | Beschreibung | Akten-Nr.     | Bild |
| --------------------- | --------------------- | --- | ------------- | ---- |
| Randling 1 (Standort) | Zugehörig Stallstadel | Ziegelbau mit Ständerbohlen-Bundwerk im Obergeschoss, 1. Hälfte 19. Jahrhundert; Remise, verbretterter Ständerbau, gleichzeitig. | D-2-77-140-30 | BW   |

### Reußen
| Lage                | Objekt                  | Beschreibung                                                                                          | Akten-Nr.     | Bild |
| ------------------- | ----------------------- | --- | ------------- | ---- |
| Reußen 4 (Standort) | Kleinbauernhaus Haserer | Wohnstallhaus in verbrettertem Blockbau, mit flach geneigtem Satteldach, im Kern Ende 18. Jahrhundert | D-2-77-140-31 | BW   |

### Tannenbach
| Lage                    | Objekt                            | Beschreibung | Akten-Nr.     | Bild |
| ----------------------- | --------------------------------- | --- | ------------- | ---- |
| Tannenbach 4 (Standort) | Wohnstallhaus eines Dreiseithofes | zweigeschossiger Blockbau, im Kern 2. Hälfte 18. Jahrhundert, Dach später; zugehörig Ständerbohlenstadel, Ende 18. Jahrhundert | D-2-77-140-33 | BW   |
| Tannenbach 6 (Standort) | Hofkapelle                        | rechteckiger, verputzter Satteldachbau, bezeichnet 1920.                                                                       | D-2-77-140-34 | BW   |

### Taubenbach
| Lage                                      | Objekt                                   | Beschreibung | Akten-Nr.     | Bild           |
| ----------------------------------------- | ---------------------------------------- | --- | ------------- | -------------- |
| Kirchenplatz 4; Kirchenplatz 2 (Standort) | Katholische Pfarrkirche St. Alban        | einschiffiger verputzter Ziegelbau, bezeichnet 1473, achtgeschossiger Turm, Tuffstein, wohl erst im 16. Jahrhundert vollendet; mit Ausstattung; Wallfahrtskapelle St. Alban, kleiner einschiffiger Bau, spätes 15. Jahrhundert; mit Ausstattung; durch überdeckten Gang, 1691, mit der Pfarrkirche verbunden; Friedhofsmauer, Ziegel-, Tuffsteinmauerwerk, wohl 16./17. Jahrhundert; Pfarrhaus, Massivbau, zweigeschossig mit Kniestock und steilem Halbwalmdach, spätes 15. Jahrhundert; Gesamtanlage in beherrschender Lage über steil nach Westen abfallendem Wiesengrund. | D-2-77-140-35 | weitere Bilder |
| Wiesenberger Straße 22 (Standort)         | Wohnstallhaus des Vierseithofes Hundsham | mit Blockbau-Obergeschoss und flach geneigtem Satteldach, 1. Drittel 19. Jahrhundert | D-2-77-140-36 | BW             |

### Weiermaier
| Lage                    | Objekt     | Beschreibung                                                                                          | Akten-Nr.     | Bild |
| ----------------------- | ---------- | --- | ------------- | ---- |
| Weiermaier 1 (Standort) | Hofkapelle | kleiner erdgeschossiger Holzbau, Mitte 19. Jahrhundert; ins Nebengebäude integriert; mit Ausstattung. | D-2-77-140-43 | BW   |

### Weiß
| Lage              | Objekt                         | Beschreibung                                                | Akten-Nr.     | Bild |
| ----------------- | ------------------------------ | ----------------------------------------------------------- | ------------- | ---- |
| Weiß 1 (Standort) | Bauernhaus eines Dreiseithofes | zweigeschossiger Ziegelbau mit Satteldach, bezeichnet 1859. | D-2-77-140-37 | BW   |

### Willenbach
| Lage                     | Objekt               | Beschreibung                                                                                        | Akten-Nr.     | Bild |
| ------------------------ | -------------------- | --------------------------------------------------------------------------------------------------- | ------------- | ---- |
| Willenbach 16 (Standort) | Zugehörig Westflügel | kleiner Ständerbohlen-Stadel mit flach geneigtem Satteldach, 1. Hälfte 19. Jahrhundert              | D-2-77-140-39 | BW   |
| Willenbach 26 (Standort) | Ehemaliges Gasthaus  | breit gelagerter Bau mit Blockbau-Obergeschoss und flach geneigtem Satteldach, Ende 18. Jahrhundert | D-2-77-140-40 | BW   |

## Ehemalige Baudenkmäler
In diesem Abschnitt sind Objekte aufgeführt, die früher einmal in der Denkmalliste eingetragen waren, jetzt aber nicht mehr. Objekte, die in anderem Zusammenhang also z. B. als Teil eines Baudenkmals weiter eingetragen sind, sollen hier nicht aufgeführt werden. Aktennummern in diesem Abschnitt sind ehemalige, jetzt nicht mehr gültige Aktennummern.

| Lage                     | Objekt                         | Beschreibung | Akten-Nr.    | Bild |
| ------------------------ | ------------------------------ | --- | ------------ | ---- |
| Blüml Blüml 2 (Standort) | Bauernhaus eines Vierseithofes | ehemaliges Wohnstallhaus mit Blockbau-Obergeschoss, im Kern Anfang 19. Jahrhundert, Dach nachträglich in Firstrichtung gedreht; Stadel mit Ständerbohlen-Bundwerk und flach geneigtem Satteldach, erstes Drittel 19. Jahrhundert; Remise mit Ständerbohlen-Bundwerk, gleichzeitig | D-2-77-140-8 | BW   |